# Köflach
Köflach é uma cidade da Áustria, situada no distrito de Voitsberg, no estado da Estíria. Tem 43,28 km² de área e sua população em 2019 foi estimada em 9.855 habitantes.